# 彩神星
彩神星（94 Aurora）是最大的主帶小行星之一。它的反照率只有0.04，是由比煤灰還要暗的碳質化合物組成的原始材料。它是詹姆斯·克雷格·沃森於1867年9月6日在密歇根州的安娜堡發現，並以羅馬神話的黎明女神奧羅拉命名為彩神星。
在一次掩星的觀測得到9條弦 (天文)，測得 225 X 173 公里的橢圓輪廓。

## 外部連結
- NASA JPL小天體瀏覽器上的彩神星

Template:Small Solar System bodies